# 이주천 (가수)
이주천(1992년 4월 17일 ~ )은 대한민국의 가수다. 2018년 뮤지컬 'We Will Rock You'로 데뷔했다.

## 방송
- 슈퍼스타K7 (2015) - Top26
- 듀엣가요제 (2017)
- 내일은 국민가수 (2021) - Top25(19위)

## 음반
- 국민가수 팀 미션 PART1 (2021)
- 국민가수 데스매치 PART2 (2021)
- 국민가수 메들리 팀미션 단체전 (2021)
- 1st Digital Single 'Call Me Now' (2022)

## 공연
- We Will Rock You (2018)
- The Cannibal (2018)
- Freaky Friday (2019)
- Babes In Toyland (2019)
- 2023 이주천 FANMEETING 'WOULD YOU?' (2023)

## CF
- MEZU 앱 (2018)
- FISHER PRICE (2019)
- RED ROOF INN (2019)